# Terelabrus
Terelabrus is een monotypisch geslacht van straalvinnige vissen uit de familie van de lipvissen (Labridae).

## Soort
- Terelabrus rubrovittatus Randall & Fourmanoir, 1998